# Ołeksandr Zubow
Ołeksandr Zubow, ukr. Олександр Зубов (ur. 4 kwietnia 1983) – ukraiński szachista, arcymistrz od 2011 roku.

## Kariera szachowa
Wielokrotnie startował w finałach Ukrainy juniorów w różnych kategoriach wiekowych, m.in. trzykrotnie zdobywając srebrne medale (Kijów 1997 – do 14 lat, Kijów 1999 – do 16 lat oraz Lwów 2003 – do 20 lat). Był również reprezentantem kraju na mistrzostwach świata i Europy, indywidualnie oraz drużynowo. W 1999 r. zdobył złoty medal na olimpiadzie juniorów (do 16 lat), w 2000 r. zdobył dwa złote medale na drużynowych mistrzostw Europy do 18 lat (wspólnie z drużyną oraz za indywidualny wynik na II szachownicy), natomiast w 2003 r. zdobył brązowy medal na mistrzostwach świata juniorów do 20 lat, rozegranych w Nachiczewanie. W 2008 r. zajął IV m. w finale indywidualnych mistrzostw Ukrainy.
Do innych jego sukcesów w turniejach międzynarodowych należą m.in.:
- II m. w Mikołajowie (2001, za Ołeksandrem Areszczenko),
- I m. w Mikołajowie – wielokrotnie (2003 – dwukrotnie, 2004, 2005),
- dz. I m. w Melitopolu (2004, wspólnie z Władimirem Rogowskim),
- dz. II m. we Lwowie (2005, za Nazarem Firmanem(inne języki), wspólnie z Aleksandrem Kowczanem),
- dz. I m. we Lwowie (2006, wspólnie z Nikitą Majorowem),
- dz. I m. w Odessie – dwukrotnie w memoriałach Jefima Gellera (2006, wspólnie z Michaiłem Brodskim, Michaiłem Gołubiewem, Aleksandrem Zubariewem i Spartakiem Wysoczinem(inne języki) oraz 2007, wspólnie z Antonem Korobowem i Andriejem Sumcem(inne języki)),
- I m. w Symferopolu (2007),
- dz. I m. w Krakowie (turniej Cracovia 2009/10, wspólnie z Pawłem Czarnotą i Tomaszem Warakomskim),
- I m. w Petach Tikwie (2010),
- dz. I m. w Krakowie (turniej Cracovia 2010/11, wspólnie z Marcinem Sieciechowiczwem, Jewgienijem Szarapowem i Kamilem Dragunem),
- I m. w Petach Tikwie (2011),
- I m. w Tel Awiw-Jafa (2011).
- dz. I m. w Krakowie (turniej Cracovia 2014/15, wspólnie z Witalijem Siwukiem, Ołeksandrem Bortnykiem(inne języki) i Marcelem Kanarkiem)[6].

Najwyższy ranking w dotychczasowej karierze osiągnął 1 września 2015 r., z wynikiem 2630 punktów.